# Acalypha berteriana
Acalypha berteriana é uma espécie de flor do gênero Acalypha, pertencente à família Euphorbiaceae.